# Alberswil
Alberswil là một đô thị ở huyện Willisau trong bang Lucerne, Thụy Sĩ.